# Повторні нові

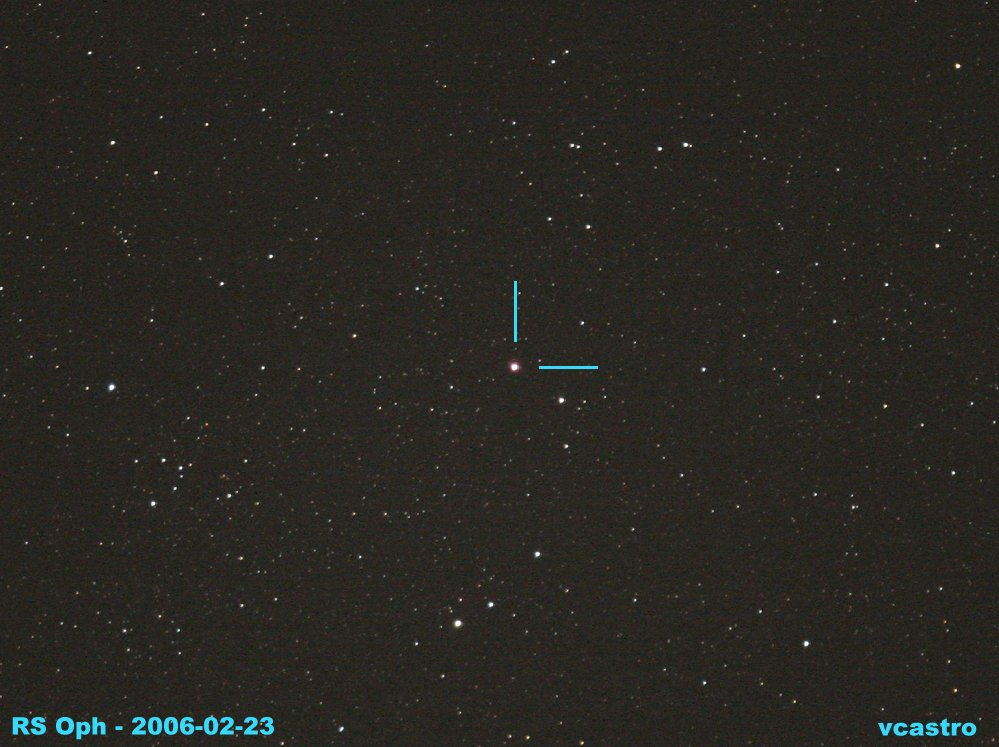
Спалах повторної нової RS Змієносця 12 лютого 2006 року

Повторні нові — клас нових зір, у яких спостерігаються потужні спалахи з інтервалом у кілька десятків років. При цих спалахах зоря стає яскравішою в середньому на 10 величин.
Є принаймні два класи повторних нових:
- Повторні нові типу U Скорпіона. У зір цього типу зоря-компаньйон, що роздулася, втратила більшу частину своїх зовнішніх шарів під час перетікання матеріалу на гарячий масивний білий карлик.

- Повторні нові типи RS Змієносця. Це подвійні системи, які складаються з червоного гіганта та масивного білого карлика. Вибух відбувається у зовнішніх шарах червоного гіганта і викликаний термоядерною реакцією матеріалу, що акреціюється на білий карлик.

У повторних нових і класичних нових викинута оболонка може бути виявлена спектроскопічно, а у карликових нових це неможливо.

## Історія спостережень повторних нових
Перша повторна нова була виявлена у 1902: нею стала T Компаса, що спалахувала до цього у 1890 році. Повторний спалах нової зорі здався нехарактерним для звичайних нових, і цю зорю перевели в клас новоподібних зір. Але незабаром було відкрито ще кілька повторних нових, а T Компаса досі повторила спалахи ще чотири рази.
Ці катаклізмічні змінні привертають увагу через неймовірну амплітуду їхнього блиску, як правило, 8—12 величин, і рідкість цих подій. Велика кількість з цих спалахів відбувається раз у житті астронома, у цьому сенсі вони схожі на появу комети Галлея.
Зараз зібрані дані про більш ніж 200 спалахів нових і наднових зір, помічених у давнину, і серед них, безсумнівно, зустрічаються й найяскравіші повторні нові. У давнину помічалися тільки найяскравіші спалахи — не слабші за 3-ю зоряну величину.
У районі CI Орла, що спалахнула у 1918 році, спалахи спостерігалися і раніше. Європейські спостерігачі бачили спалахи на цьому місці близько 125 року і, можливо, у 1612 році. На місці GK Персея, що спалахнула у 1901 році, був помічений спалах у 839 році.

## Перша теорія повторних нових
У 1934 році радянські астрономи П. П. Паренаго та Б. В. Кукаркін порівняли амплітуди та тривалість циклів повторних нових зір та змінних типу U Близнюків. Виявилося, що чим більше амплітуда, тим більше часу між спалахами: у змінних типу U Близнюків і амплітуди, і проміжки між спалахами менше, ніж у повторних нових. Отже, якщо звичайні нові зорі мають ще більші амплітуди блиску, вони повинні повторювати свої спалахи через більш тривалі проміжки часу. Вони вивели залежність «середня тривалість циклу — середня амплітуда» для нових карликових:
{\displaystyle A=0^{m},4+1^{m},85\cdot lgP}
Тут {\displaystyle A} — Амплітуда у фотографічних променях, а тривалість циклу {\displaystyle P} виражена на добу.
По нечисленним відомим на той час повторним новим Кукаркін і Паренаго зробили висновок, що ця залежність, мабуть, застосовна і до повторних нових. У ті часи була відома нова T Північна Корона, що спалахувала у 1866 році. Раніше спалахи цієї зорі не спостерігалися, проте порівняно невелика амплітуда спалаху (8m) зближала T Північної Корони з повторними новими. Кукаркін і Паренаго ризикнули передбачити повторний спалах зорі через 80—100 років після спалаху 1866 року. Якщо виведений взаємозв'язок між амплітудами та циклами існує насправді, то ця нова зоря за їх розрахунками мала повторити спалах між 1926 і 1966 роками. 8 лютого 1946 року любитель астрономії, колійний обхідник А. С. Каменчук, який добре знав зоряне небо, виявив у сузір'ї Північної Корони «зайву» зорю 2-ї величини (таку величину в цьому невеликому сузір'ї мала лише найяскравіша її зоря — Гемма). Астрономи-професіонали помітили цю зорю лише 9 лютого, коли вона вже почала слабшати.
Однак цей приклад вкрай успішного наукового прогнозу не зовсім коректний. Дійсно, він заснований на властивостях змінних зір зовсім іншого типу, з іншою природою та енергетикою спалахів (чого не знали Кукаркін та Паренаго). Крім того, T Північної Корони — не цілком типовий представник повторних нових, з гігантом замість субгіганта як постачальника речовини, що акреціюється на білий карлик, а отже, з більшим вкладом цього компонента в сумарний блиск системи і, як наслідок, із заниженою амплітудою.

## Повторні нові та класичні нові

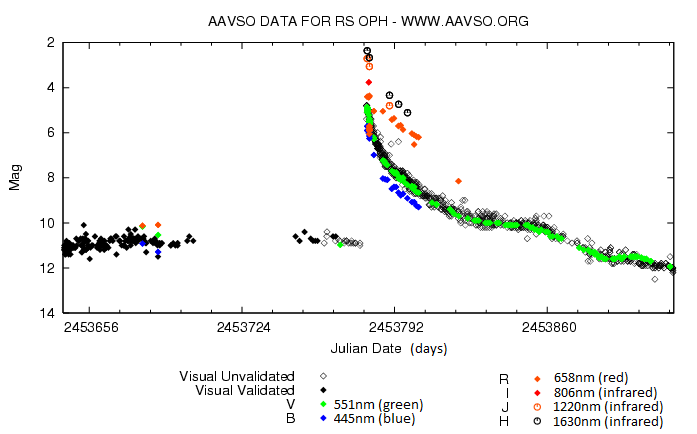
Крива блиску спалаху RS Змієносця 12 лютого 2006 року. Різні кольори відображають яскравість у різних колірних діапазонах

У загальному каталозі змінних зір (ЗКЗЗ) повторні нові включені в ту ж категорію, що і нові зорі, проте виділяються особливості їх кривих блиску і позначаються як «NR», тобто періодичні, з тією лише відмінністю, що два або більше спалахів розділені проміжком у 10—80 років. Це означає, що механізм спалаху, орбітальні періоди, спектри та характер компонентів цих тісних подвійних систем такі ж або майже такі самі, як у класичних нових зір.
Класичні нові — це тісні подвійні системи з орбітальними періодами від 0,05 до 230 днів. Основний компонент в них — гарячий білий карлик, а вторинний, більш холодний, компонент може бути гігантом, субгігантом, або карликом спектрального класу К або М. Час, необхідний переходу від стану спалаху до стану спокою, у них близько 1—3 дні. Те саме, ймовірно, справедливо для повторних нових.
Причиною класичного спалаху нової є термоядерна реакція на поверхні білого карлика. Після кількох років масообміну між зорями температура та тиск на поверхні білого карлика стають достатніми для вибуху. Маса цього матеріалу може досягати 30 земних. Коли температура стає досить високою, цей шар починає розширюватися. Швидкість розширення оболонки за хвилини може досягти 3000 км/с, а її світність — 100 000 сонячних. За 1 000 днів або близько того оболонка розширюється настільки, що її можна розглядати як туманність, що оточує зоряну пару. За сотні років оболонка розсіюється у міжзоряному середовищі.
Поки нова не повторить спалаху, він нічим не відрізняється від нових з одним зареєстрованим спалахом: серед повторних нових є швидкі та повільні; абсолютні величини повторних нових такі ж, як у звичайних нових. Однак за амплітудами блиску, деталями спектра та іншими особливостями повторні нові подібні між собою більше, ніж зі звичайними новими, що не мали повторних спалахів. Так, амплітуди коливання блиску майже у всіх повторних нових менше, ніж у звичайних.
Більшість нових зір, ймовірно, спалахують більше одного разу у житті. Маса матеріалу, який потрібно накопичити для запуску спалаху, залежить від маси білого карлика. У системах із білим карликом у 0,6 сонячної маси час накопичення (час між спалахами) може досягати 5 мільйонів років, а в системі з білим карликом із масою 1,3 сонячної — 30 000 років.
Такі ж механізми мають повторні нові. Але чи можуть бути системами того ж типу, але з ще більш масивним білим карликом? Теоретично це можливо. Темп акреції системи з білим карликом 1,4 сонячної маси може відповідати часу накопичення менше 100 років. Однією з таких систем може бути T Компаса. Але на даний час все ж таки не ясно, чи є механізм спалаху всіх повторних нових таким самим, як і для класичних нових, або у деяких з них спалахи пов'язані з дією зоряного вітру або з нестійкістю в акреційних дисках.

## Зв'язок повторних нових з деякими надновими типу Ia

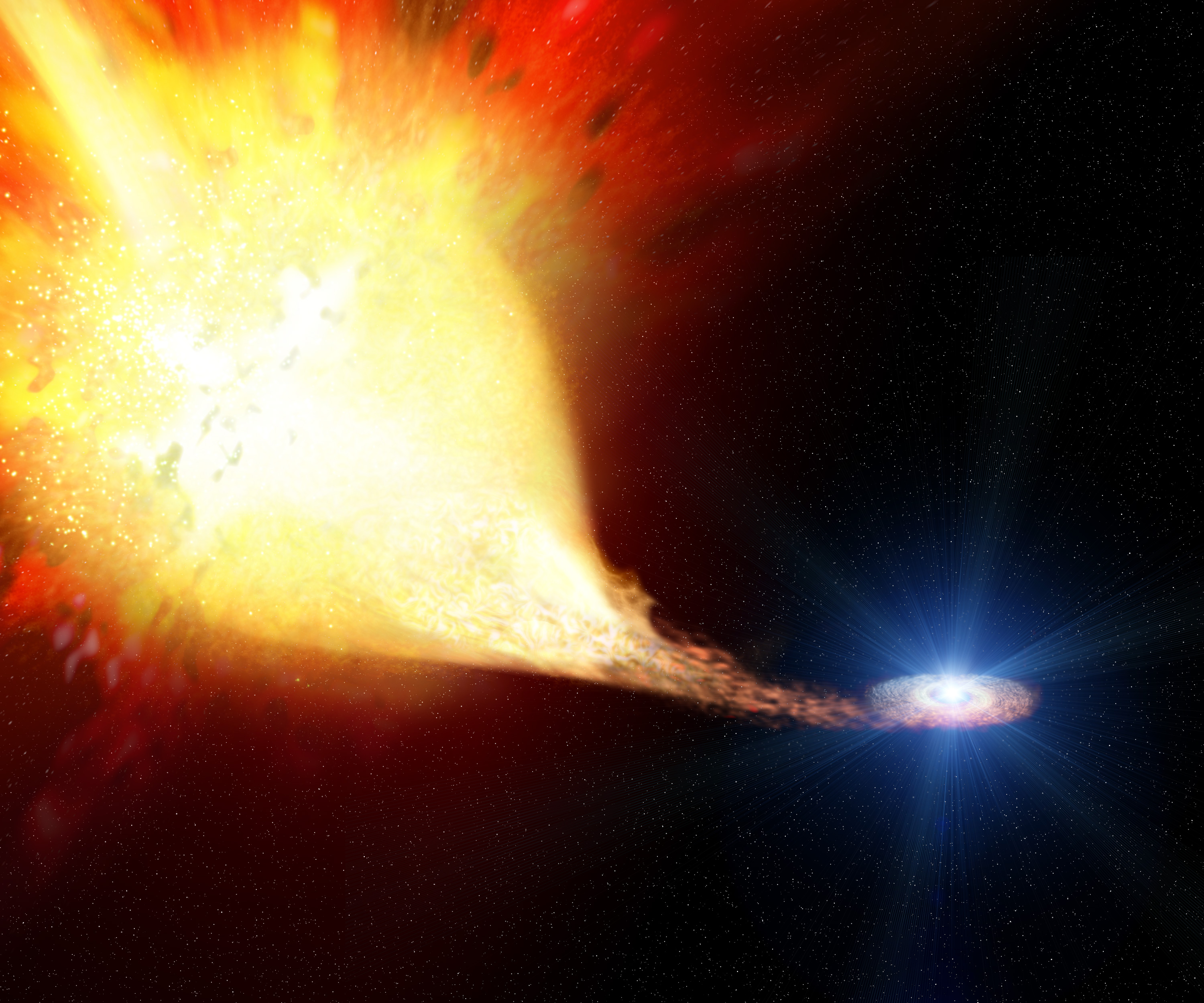
Акреція речовини на білий карлик (малюнок)

Ще більш цікава можливість того, що повторні нові можуть бути прабатьками наднових типу Ia, так званий симбіотичний прабатьківський канал. Спостереження спалахів класичних нових та туманностей, що утворюються в результаті спалахів, вказують на те, що білі карлики можуть під час повторних спалахів втрачати масу. Однак найважчі білі карлики, з їх вищим темпом акреції, можуть фактично нарощувати масу з часом. Хоча більшість речовини, що акрецує, скидається під час спалаху, якась частина його зберігається. Маса білих карликів деяких повторних нових на даний час виросла майже до межі Чандрасекара і незабаром вони можуть вибухнути як наднова типу Ia у залишках може бути виявлено маломасивні гіганти з частково роздягненою оболонкою. Завдяки чому ми зможемо отримати ключову інформацію для нашого розуміння внеску цього симбіотичного каналу, бо при магнітному утриманні вихідний простір параметрів симбіотичного каналу для Ia зміщено у бік коротших орбітальних періодів і менших донорів у порівнянні з випадком без магнітного утримання.

## Спостереження повторних нових
З огляду на свою рідкість періодичні нові надзвичайно цікаві для астрономів. Спостереження цих зір протягом десятиліть — надзвичайно цінний внесок, який візуальний спостерігач, у тому числі аматор, може внести в науку, але це завдання не з легких. Леслі Пельтьє, один із кращих спостерігачів AAVSO, який безуспішно довгі роки стежив за зорею T Північної Корони, пише у своїй книзі «Зоряні ночі» (Starlight Nights):
З 1920 року я спостерігав її при кожній нагоді. Вже понад двадцять п'ять років я дивився на неї від ночі до ночі, як вона повертається у своєму уривчастому сні. Якось уночі в лютому 1946 року вона заворушилася, повільно розплющила очі, а потім швидко відкинула ковдру і встала! Майже вісімдесят років минуло відколи зірка зруйнувала симетрію Північна Корона. І де був я, її самозваний опікун, у той самий момент — ніч, коли вона прокинулася? Я спав!
Пельтьє поставив будильник на 2:30, щоб спостерігати змінні. Коли він піднявся, небо було ясним і зорі яскраво сяяли, але він вирішив, що ніч надто холодна, повернувся до ліжка.

## Відомі повторні нові
Поняття повторної нової умовно: можна сказати, що всі нові є повторними, відмінність полягає лише в інтервалах між спалахами. Вирішальним підтвердженням гіпотези Кукаріна — Паренаго було виявлення повторності спалахів звичайних нових зір з великими амплітудами. Але інтервал між їхніми спалахами становить тисячі років, і очікування їхнього повторення виглядає безнадійним. Астрономи чекають на спалахи інших повторних нових зір, що спостерігалися у XX столітті і раніше: спостереження за ними виключно важливі.
У таблиці представлені відомі повторні нові.
| Ім'я                  | Скорочення | Зоряна величина max-min | Роки спалахів                                                    | Астрономічні координати (2000)         |
| --------------------- | ---------- | ----------------------- | ---------------------------------------------------------------- | -------------------------------------- |
| T Компаса             | T Pyx      | 6,5—15,3                | 1890, 1902, 1920, 1944, 1966, 2011                               | 09 год 04 хв 41,50 с — −32° 22′ 47,60″ |
| IM Накутника          | IM Nor     | 7,8—22,0                | 1920, 2002                                                       | 15 год 39 хв 26,38 с — −52° 19′ 18,70″ |
| T Північної Корони    | T CrB      | 2,0—11,3                | 1866, 1946                                                       | 15 год 59 хв 30,20 с — +25° 55′ 13,00″ |
| U Скорпіона           | U Sco      | 8,8—19,5                | 1863, 1906, 1917, 1936, 1945, 1969, 1979, 1987, 1999, 2010, 2022 | 16 год 22 хв 30,78 с — −17° 52′ 43,30″ |
| RS Змієносця          | RS Oph     | 4,3—12,5                | 1898, 1933, 1958, 1967, 1985, 2006, 2021                         | 17 год 50 хв 13,17 с — −06° 42′ 28,60″ |
| V745 Скорпіона        | V745 Sco   | 11,2—21                 | 1937, 1989, 2014                                                 | 17 год 55 хв 22,27 с — −33° 14′ 58,50″ |
| V394 Південної Корони | V394 CrA   | 7,2—18,8                | 1949, 1987                                                       | 18 год 00 хв 26,04 с — −39° 00′ 32,80″ |
| V3890 Стрільця        | V3890 Sgr  | 8,4—17,2                | 1962, 1990, 2019                                                 | 18 год 30 хв 43,27 с — −24° 01′ 8,20″  |
| CI Орла               | CI Aql     | 8,8—15,6                | 1917, 2000                                                       | 18 год 52 хв 3,56 с — −01° 28′ 38,90″  |
| V2487 Змієносця       | V2487 Oph  | 9,5—17,7                | 1900, 1998                                                       | 17 год 31 хв 59,81 с — −19° 13′ 55,60″ |